# Libori

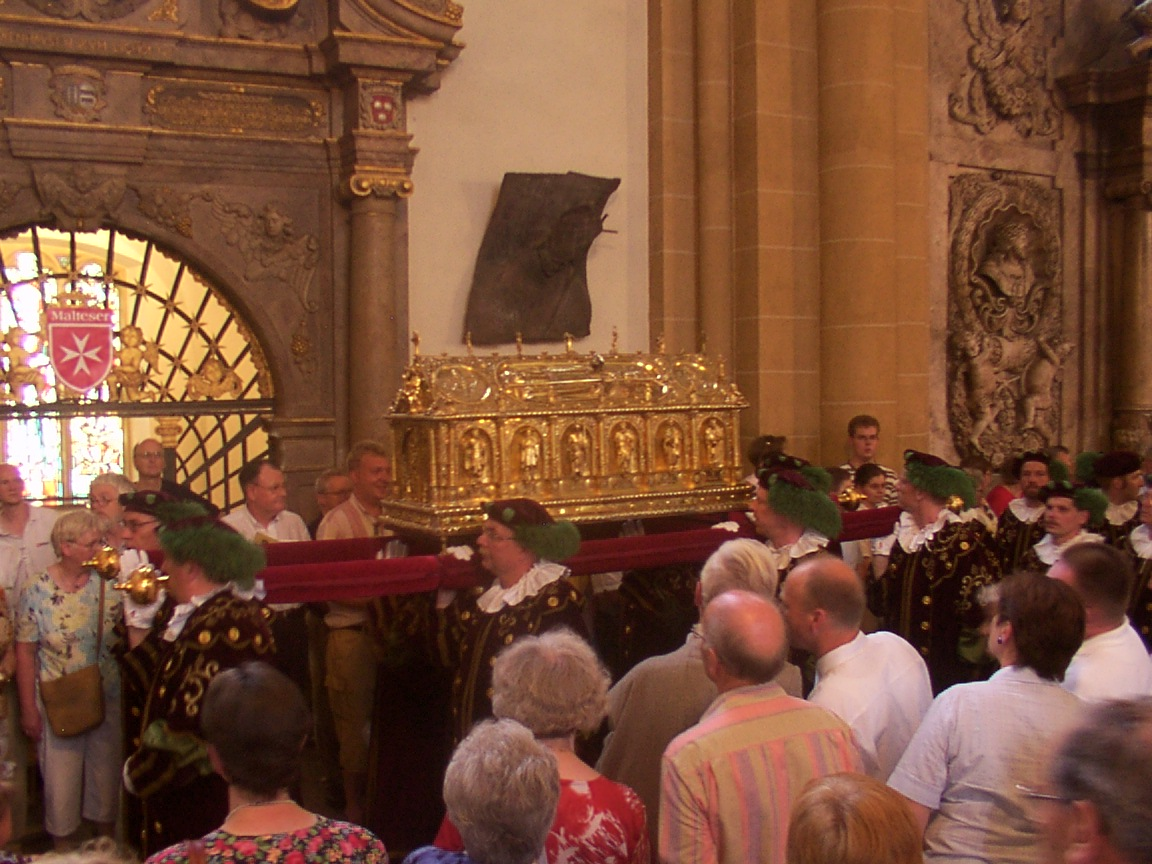
Beisetzung des Liborischreins nach der Festandacht am Dienstag

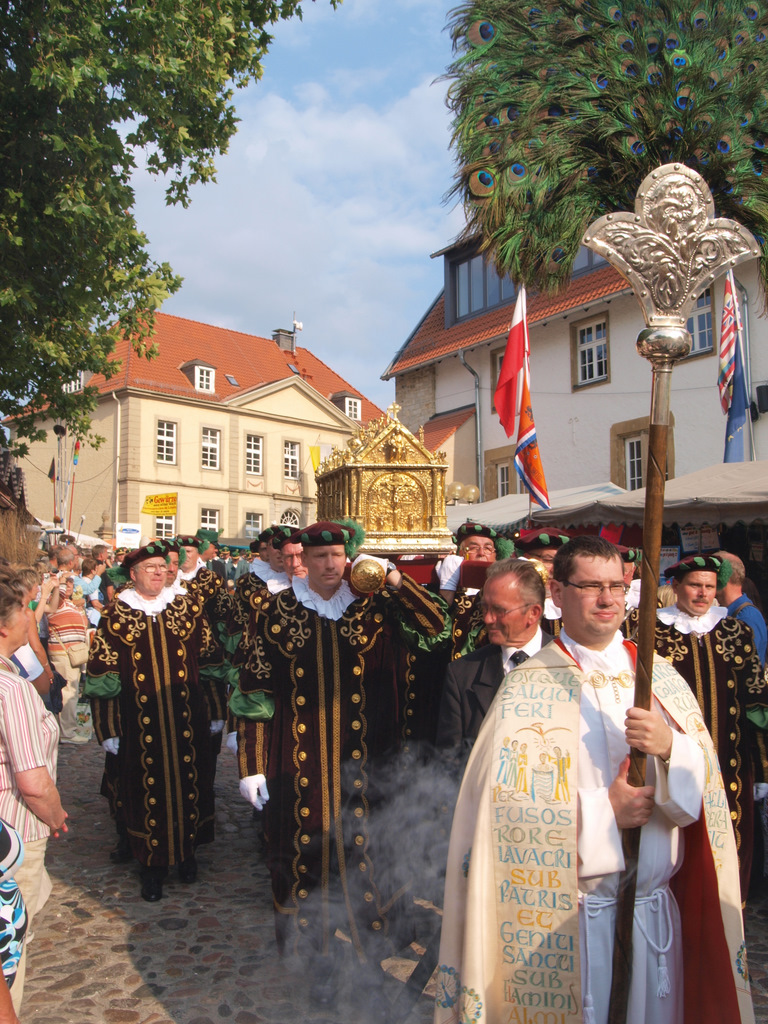
Die Reliquien des hl. Liborius werden beim Liborifest durch die Stadt getragen.

Libori ist ein jährlich gefeiertes neuntägiges Kirchen- und Volksfest in Paderborn und eines der größten und ältesten Volksfeste in Deutschland. Für die Stadt Paderborn ist es das bedeutendste und traditionsreichste Fest. Es zieht jährlich bis zu 1,8 Millionen Besucher an. Die Zeit des Liborifests gegen Ende Juli wird auch als Paderborns Fünfte Jahreszeit bezeichnet.

## Ursprung
Der Ursprung des Fests geht auf das Jahr 836 zurück, als die Reliquien des hl. Liborius von Le Mans im Rahmen der damals üblichen Reliquientranslationen aus Frankreich in die Bischofsstadt Paderborn gebracht wurden. Als die Gruppe Geistlicher, die nach Le Mans aufgebrochen war, wieder Paderborn erreichte, geschah dies unter großer Teilnahme des Volkes.
Das Fest fand ab dem 9. Jahrhundert statt, die spätere Liborikirmes geht auf den „Magdalenenmarkt“ (1521) zurück.

## Termin und kirchliche Feiern
Das Liborifest dauert neun Tage und beginnt in der Regel am ersten Samstag nach dem 23. Juli, dem Patronatsfest des hl. Liborius. Ausnahmen bilden die Jahre, an denen der 23. Juli auf einen Samstag oder einen Sonntag fällt. In diesen Fällen beginnt das Liborifest bereits am 23. Juli bzw. am 22. Juli. Die Höhepunkte der kirchlichen Feierlichkeiten bilden am ersten Libori-Samstag die Erhebung des goldenen Schreins mit den Reliquien des hl. Liborius, der das Jahr über in der Krypta des Paderborner Doms steht und jetzt im Hochchor des Domes ausgesetzt wird. Am Sonntag wird der Schrein in einer von kirchlichen Verbänden und Orden sowie den Schützen begleiteten Prozession durch die Stadt getragen am übernächsten Dienstag, dem Libori-Dienstag, wieder in der Domkrypta beigesetzt. Während der Pontifikalvesper zur Aussetzung des Liborischreins und der Festandacht zur Beisetzung des Schreins wird von Bläsern der „Libori-Tusch“ gespielt, der mit Orgelklängen umrahmt wird und die Gegenwart des Heiligen ankündigen soll.

## Weltliche Feiern und Angebote
Es ist vor allem die Mischung aus kirchlichen und weltlichen Feiern, die das Liborifest ausmacht. Eine 1,6 Kilometer (800 Meter hin und wieder zurück) lange Kirmesmeile auf dem Liboriberg sorgt für abwechslungsreichen Kirmesspaß. Auf dem Pottmarkt auf dem Dom- und Marktplatz findet man ein Angebot vor allem an Gebrauchswaren und Lebensmitteln. Auf dem Rathausplatz gibt es den Bierbrunnen und im sog. Plaza Europa findet man internationale kulinarische Spezialitäten. Ferner gibt es Konzerte, Straßenmusik, Kleinkunst usw. Den Abschluss der Festzeit bildet am Sonntagabend ein Höhenfeuerwerk über dem Paderquellgebiet.

## Herbstlibori
Gegen Ende Oktober wird in Paderborn Herbstlibori bzw. Kleinlibori gefeiert. Hierbei handelt es sich eher um eine Kirmesveranstaltung, die wie im Sommer auf dem Liboriberg stattfindet, nur etwas kleiner. Gefeiert wird die Rückkehr der Reliquien nach Paderborn, nachdem sie im Dreißigjährigen Krieg von Christian von Braunschweig, genannt der „tolle Christian“, geraubt worden waren. Am Wochenende nach dem 25. Oktober bzw. am Wochenende des 25. Oktobers selbst, wenn dieser ein Sonntag ist, feiern Kirche und Stadt Paderborn die äußeren Feiern des Herbst- bzw. Kleinliborifestes: Am Samstagabend findet im Paderborner Rathaus eine öffentliche Festveranstaltung mit einem Festvortrag der Liborius-Gesellschaft statt. Am darauffolgenden Sonntag feiert der Erzbischof von Paderborn ein Pontifikalamt im Hohen Dom zu Paderborn, in dem zu Beginn die Liborireliquien erhoben werden. Am Nachmittag findet am Ende der Liboribruderschaftsandacht die feierliche Beisetzung der Reliquien statt.